# آبی ایتریم ایندیم منگنز
آبی ایتریم ایندیم منگنز (به انگلیسی: YInMn Blue) یک رنگ‌دانه معدنی است که به‌طور تصادفی توسط اندرو اسمیت تحت هدایت پروفسور مَس سوبرامانیان و تیم او در دانشگاه ایالتی اورگان در سال ۲۰۰۹ کشف شد.

## خواص و تهیه
آبی ایتریم ایندیم منگنز (YInMn Blue) از نظر شیمیایی پایدار است و رنگ آن محو نمی‌گردد و همچنین غیرسمی است. علاوه بر این اشعه مادون قرمز را به شدت منعکس می‌سازد.

## کاربردها
این رنگدانه بسیار با دوام است و رنگ جذاب و درخشان خود را در آب و روغن حفظ می‌کند.

## یادداشت
1. ↑  The color coordinates were obtained from Smith et al. 2016 for the optimal blue pigment which has the composition YIn0.8Mn0.2O3. The CIELab coordinates (L=34.6, a=9.6, b=-38.9 in table 1) were converted using an online tool.